# Chikan

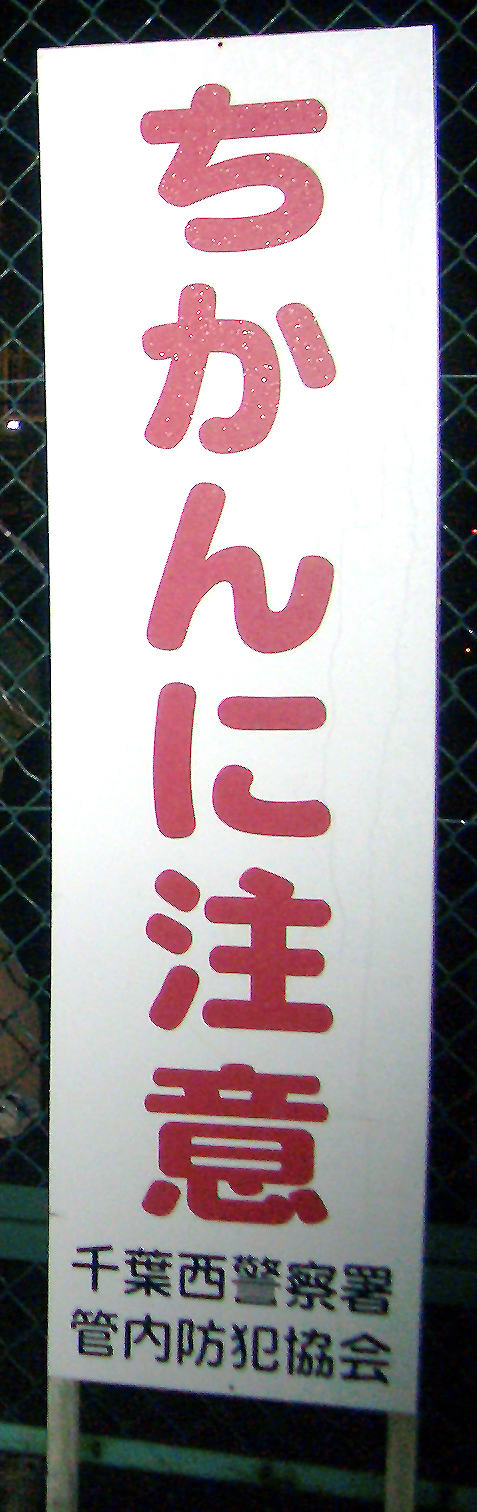
Ein Schild auf einem Fahrradparkplatz in Chiba warnt vor Chikan (wörtlich: „Achtung vor Perversen“)

Chikan (jap. 痴漢, dt. „Sittenstrolch, Perverser“) ist der japanische Begriff für eine spezielle Art sexueller Belästigung, die zunächst dort auftrat. Zu den Ländern, in denen ebenfalls vor dieser Art von Belästigung gewarnt wird, zählen Indien, Mexiko und auch Deutschland.
Die Enge in einer Menschenmenge (vor allem in Pendlerzügen) wird von Männern genutzt, um zufällig in der Nähe stehende Frauen sexuell zu berühren und daraus einen Lustgewinn zu ziehen. Vereinzelt sind auch Chikan-Fälle von Frauen an Männern oder homosexuelles Chikan bekannt geworden.

## Strafrechtliches

### Japan
Obwohl Chikan in Japan eine Straftat ist, kam es lange Zeit kaum zu Anzeigen. Einerseits überwiegt bei vielen Opfern auch heute noch die Scham, sich als solches öffentlich zu erkennen zu geben; stattdessen wird die Belästigung erduldet oder versucht, unauffällig zu entkommen. Andererseits kommt es auch vor, dass selbst Frauen, die „Chikan“ rufen, keine Hilfe von den Umstehenden erhalten.

### Deutschland
Im deutschen Strafrecht gilt, seit der Strafrechtsreform von 2016, auch unerwünschtes Begrapschen als Straftat gegen die sexuelle Selbstbestimmung und wird mit Geldstrafe oder Freiheitsstrafe geahndet (§ 184i StGB). Liegt eine sexuelle Handlung vor, kann die Tat als sexueller Übergriff (§ 177 StGB) bestraft werden.

## Sexuelle Belästigung in Verkehrsmitteln verschiedener Länder

Der Griff an den Po ist eine für öffentliche Verkehrsmittel typische Form des Übergriffs

### Japan
In Japan bemühen sich seit einiger Zeit Polizei, Bahnbetreiber und Medien, das Problem stärker ins öffentliche Bewusstsein zu bringen, und bitten auf Plakaten in den Bahnhöfen und Zügen darum, beim Chikan ertappte Personen sofort einem Bahnangestellten zu überstellen. Darüber hinaus weisen immer mehr japanische Bahngesellschaften zur Hauptverkehrszeit und in den Abendstunden einen Waggon jedes Zuges als Frauenwaggon aus, in den nur Frauen einsteigen dürfen.

### Deutschland
Vergleichbare Übergriffe durch sogenannte „Grabscher“ wurden auch schon in der Münchener S-Bahn registriert. Bei den Tätern handelt es sich zum Teil um Wiederholungstäter, daher ist es nach Aussage der Polizei wichtig, die Fahrgäste für das Thema zu sensibilisieren. Betroffenen wird empfohlen, wenn möglich mit Worten und Taten auf Belästigung zu reagieren – z. B. durch laute, direkte Ansprache oder das Wechseln des Platzes. Wer einen Vorfall melden möchte, sollte versuchen, sich besondere Merkmale wie Tätowierungen, Narben oder Ohrringe einzuprägen, anhand derer eine Identifizierung im Nachgang leichter möglich ist.
Anfang 2023 wurden zwei junge Männer in Berlin festgenommen, nachdem die stark Alkoholisierten gleich mehrere weibliche Fahrgäste in der S-Bahn sexuell bedrängt hatten.

### Indien
In öffentlichen Verkehrsmitteln sexuell belästigt zu werden, gehört in Indien, Medienberichten zufolge, unter anderem in Mumbai und insbesondere in Delhi zu den eher alltäglichen Erfahrungen weiblicher Fahrgäste. Insbesondere Berufspendlerinnen sind betroffen, da sie sich allein in Bussen und auf Bahnhöfen aufhalten, wo es häufig zu Zwischenfällen kommt. Indischen Frauen wird empfohlen, sich mit Sicherheitsnadeln oder anderen spitzen Gegenständen tatkräftig zur Wehr zu setzen.

### Mexiko
Auch in den öffentlichen Verkehrsmitteln von Mexiko-Stadt ist sexuelle Belästigung ein häufiges Problem. Die Stadtverwaltung hat darauf ähnlich wie in Japan reagiert und eigene Frauenbusse eingeführt.